# Mixcloud

Mixcloud

Mixcloud es un servicio británico de transmisión de música en línea que permite escuchar y distribuir programas de radio, mezclas de DJ y podcasts, que son financiados por sus usuarios registrados.
En abril de 2018, Mixcloud anunció que recaudó $ 11.5 millones de WndrCo LLC, una compañía de cartera con sede en Los Ángeles y San Francisco que invierte en negocios de medios y tecnología a largo plazo. El financiamiento financiará la expansión de Mixcloud a nivel mundial. 

### Historia
Mixcloud fue fundada como una empresa de nueva creación a través del proceso de puesta en marcha ajustada en 2008 por Nikhil Shah y Nico Perez, que se conocieron en la Universidad de Cambridge.  Los desarrolladores Mat Clayton y Sam Cooke se agregaron al equipo en sus primeras etapas.  En 2012, se informó que Mixcloud tenía más de 3 millones de usuarios activos incrementandose a 20 millones en 2020. En octubre de 2017, Mixcloud firmó un acuerdo de licencia directo con Warner Music.

### Características
Mixcloud permite a todos los usuarios navegar y transmitir contenido de audio cargado en su sitio. Los usuarios registrados pueden cargar contenido como programas de radio, mezclas de DJ y podcasts, así como promover y distribuir su contenido a través del propio widget de redes sociales de Mixcloud. A partir de noviembre de 2011, Mixcloud levantó su límite de 100 Mb de contenido cargado y permite cargas de 500 megabytes. Los miembros registrados pueden unirse a un grupo, una colección de otros usuarios que comparten un interés común, que actualizará periódicamente al usuario cuando esté disponible nuevo contenido relacionado con el grupo. En 2020 Mixcloud lanzó LIVE, un servicio que permite transmitir video y audio en tiempo real e interacción directa con el DJ a través de una página de chat.
Mixcloud también proporciona una API que los usuarios pueden buscar, cargar e incrustar su contenido. Los usuarios también pueden compartir podcasts y mezclas a través de Facebook o Twitter. Las aplicaciones móviles están disponibles tanto para Android (más de 5 millones de instalaciones) como para iOS.  En diciembre de 2018, Mixcloud anunció una nueva forma de suscripción llamada "fan-to-creator". Gracias a esta función, los suscriptores pueden apoyar directamente a un artista favorito y contribuir al costo de la licencia de la música que se reproduce en los programas. Esta innovación es un intento de la empresa de encontrar nuevas formas de financiación.

### Legalidad
Mixcloud restringe a sus usuarios la descarga de contenido de audio de su sitio web por razones de licencia. El cofundador Nikhil Shah comentó sobre esta restricción: "No ofrecer descargas ha sido un desafío para nosotros en términos de persuadir a los creadores de contenido para que usen una plataforma como la nuestra". También comparó Mixcloud con el modelo de su competidor Spotify: "Es muy similar al modelo de Spotify. El competidor de Spotify es la descarga ilegal y están tratando de canibalizar las descargas ilegales ofreciendo una alternativa superior y de solo transmisión". Según el sitio web principal de Mixcloud, la plataforma tiene licencia solo para proporcionar su contenido de audio a través de transmisión, de modo que las regalías se atribuyen a sus respectivos artistas. Mixcloud también requiere que sus usuarios atribuyan sus cargas de audio con metadatos correctos de Artista y Canción para preservar los derechos de propiedad intelectual.